# میمون قلاب داروین
میمون قلاب داروین (نام علمی: Griphopithecus darwini) نام یک گونه از سرده میمون قلاب است.